# Beyond Fear (album)
Debuutalbum van de heavymetalband Beyond Fear, een band met Iced Earth en ex-Judas Priest-zanger Tim "Ripper" Owens, uitgebracht op 8 mei 2006. Na deze cd verliet gitarist Dwane Bihary de band. De muziek kent invloeden van zowel Judas Priest als Iced Earth, maar toch heeft het geheel een totaal andere, frisse sound.

## Tracklist
1. Scream Machine – 5:33
2. And... You Will Die – 3:53
3. Save Me – 3:46
4. The Human Race – 3:36
5. Coming At You – 3:14
6. Dreams Come True – 4:42
7. Telling Lies – 3:21
8. I Don't Need This – 3:30
9. Words Of Wisdom – 3:47
10. My Last Words – 3:24
11. Your Time Has Come – 4:49
12. The Faith – 3:38